# Lijst van hoogste bouwwerken ter wereld (chronologisch)
De titel hoogste bouwwerk in de wereld is door de eeuwen heen vele malen overgegaan naar een ander gebouw. Prestige speelt daarbij een rol, wie het hoogste bouwwerk kan maken, maar soms is het hoogste bouwwerk dat telt door het verbranden van een torenspits weer lager. Het gaat sinds 1929 om wolkenkrabbers en zendmasten. Alleen zelfdragende constructies worden in het volgende overzicht onder bouwwerken gerekend, dus geen zendmasten die door tuidraden worden ondersteund.
De gebouwen die deze titel in de geschiedenis achtereenvolgens hebben gevoerd zijn:
| Naam                                        | Locatie                                   | Hoogte (m)*       | Titel vanaf                           | Tot               | Afbeelding |
| ------------------------------------------- | ----------------------------------------- | ----------------- | ------------------------------------- | ----------------- | ---------- |
| Piramide van Cheops                         | Egypte                                    | 147**             | tussen ca. 2551 v.Chr. en 2472 v.Chr. | 1311              |            |
| Kathedraal van Lincoln                      | Lincoln, Verenigd Koninkrijk              | 160, maar betwist | 1311                                  | 1548              |            |
| Marienkirche                                | Stralsund, Duitsland                      | 151,5             | 1548                                  | 1647              |            |
| Kathedraal van Straatsburg                  | Straatsburg, Frankrijk                    | 142               | 1647                                  | 1874              |            |
| Nikolaiturm                                 | Hamburg, Duitsland                        | 147               | 1874                                  | 1876              |            |
| Kathedraal van Rouen                        | Rouen, Frankrijk                          | 151               | 1876                                  | 1880              |            |
| Dom van Keulen                              | Keulen, Duitsland                         | 157               | 1880                                  | 1885              |            |
| Washington Monument                         | Washington D.C., Verenigde Staten         | 169               | 21 februari 1885                      | 1889              |            |
| Eiffeltoren                                 | Parijs, Frankrijk                         | 317               | 1889                                  | 1929              |            |
| Chrysler Building                           | New York, Verenigde Staten                | 319               | 1929                                  | 1931              |            |
| Empire State Building                       | New York, Verenigde Staten                | 381               | 1931                                  | 1972              |            |
| One World Trade Center (I)                  | New York, Verenigde Staten                | 417***            | 1972                                  | 1973              |            |
| Willis Tower                                | Chicago, Verenigde Staten                 | 443               | 4 mei 1973                            | 1998              |            |
| Petronas Twin Towers                        | Kuala Lumpur, Maleisië                    | 452               | 1998                                  | 2003              |            |
| Taipei 101                                  | Taipei, Taiwan                            | 508               | 2003                                  | 2008              |            |
| Burj Khalifa                                | Dubai, VAE                                | 828 m             | 2008                                  | heden             |            |
| Vrijstaande gebouwen, antennes meegerekend: |                                           |                   |                                       |                   |            |
| Empire State Building                       | New York, Verenigde Staten                | 443,2             | 1952 antenne                          | 1967              |            |
| Ostankino-toren                             | Moskou, Rusland                           | 540               | 1967                                  | 1974              |            |
| CN Tower                                    | Toronto, Canada                           | 553               | 22 februari 1974                      | 13 september 2008 |            |
| Burj Khalifa                                | Dubai, VAE                                | 828 m             | 2007                                  | heden             |            |
| Alle constructies                           |                                           |                   |                                       |                   |            |
| KVLY-TV-mast                                | Blanchard, North Dakota, Verenigde Staten | 629 m             | 1963                                  | 1974              |            |
| Zender Konstantynów ingestort in 1991       | Gąbin, Polen                              | 646,38 m          | 1974                                  | 1991              |            |
| KVLY-TV-mast                                | Blanchard, North Dakota, Verenigde Staten | 629 m             | 1991                                  | 2007              |            |
| Burj Khalifa                                | Dubai, VAE                                | 828 m             | 2007                                  | heden             |            |

* Hoogte zonder masten of antennes
** Door vandalisme nog maar 137 meter
*** 1) Hoogteverschil van 2 meter ten opzichte van het Two World Trade Center (I) ; 2) Antenne geplaatst in 1979 ; 3) Gebouwen verwoest door aanslagen op 11 september 2001

## Criteria voor hoogtebepaling
Bij de hoogtebepaling is van gebouwen is afhankelijk van de definities die daarvoor zijn gesteld. Mogelijke discussiepunten zijn:
- Moeten de antennes worden meegerekend?
- Wordt de vloer van de hoogste verdieping gerekend?
- Wordt het dak gerekend?
- Wordt alleen de hoogst bewoonbare verdieping gerekend?
- Worden observatievertrekken van communicatietorens bewoonbaar geacht?
- Moeten gebouwen die nog niet af zijn ook worden meegenomen op de lijst?
- Worden gebouwen die in het water zijn gebouwd gerekend vanaf de waterspiegel, of vanaf de ondergrond?

## Lijsten
- Lijsten van hoge gebouwen
- Lijst van hoogste kerktorens